# Campeonato da Espanha de Ciclocross
O Campeonatos da Espanha de ciclocross organizam-se anualmente desde o ano 1940 (ainda que a primeira edição foi em 1929) para determinar o campeão ciclista de Espanha de cada ano, nesta modalidade ciclista. O título outorga-se ao vencedor de uma única corrida.
Nos anos 1936 a 1939 não se celebraram por causa da Guerra Civil Espanhola, e nos anos 1943 e 1944 por causa da Segunda Guerra Mundial.
Os ciclistas mais laureados são José Luis Talamillo e David Seco, com seis títulos a cada um, sendo digno de destacar o domínio forte dos ciclistas do norte nesta modalidade, tendo conseguido mais especificamente os ciclistas bascos a vitória em 53 das 75 edições.

## Palmarés Masculino

### Profissional
| Ano                     | Vencedor                 | Segundo                  | Terceiro                 | Localidade             |
| ----------------------- | ------------------------ | ------------------------ | ------------------------ | ---------------------- |
| 1929                    | Joaquín Iturri           |                          | Eusebio Bastida          |                        |
| 1930. No disputada      |                          |                          |                          |                        |
| 1931                    | Eusebio Bastida          | Joaquín Iturri           | Ramón Aguirresarobe      |                        |
| 1932-1933. No disputada |                          |                          |                          |                        |
| 1934                    | Fermín Apalategi         |                          |                          |                        |
| 1935                    | Juan Salarich            | Francisco Goenaga        | Bonifacio Murillo        |                        |
| 1936-1939. No disputada |                          |                          |                          |                        |
| 1940                    | Francisco Goenaga        | Juan Bautista Vallejo    | Tomás De Sosa            |                        |
| 1941                    | Santiago Mostajo         | Juan Bautista Vallejo    | Enrique Torres           |                        |
| 1942                    | Julián Berrendero        | Francisco Expósito       | Juan Bautista Vallejo    |                        |
| 1943                    | Miguel Lizarazu          | Sotero Lizarazu          | Ignacio Orbaiceta        |                        |
| 1944                    | Julián Berrendero        | Miguel Lizarazu          |                          |                        |
| 1945                    | Miguel Lizarazu          | Ignacio Orbaiceta        | Sotero Lizarazu          |                        |
| 1946                    | Miguel Lizarazu          | Francisco Michelena      | Sotero Lizarazu          |                        |
| 1947                    | Sotero Lizarazu          | Miguel Lizarazu          | Julián Aguirrezabal      |                        |
| 1948                    | Miguel Lizarazu          | Francisco Expósito       |                          |                        |
| 1949. No disputada      |                          |                          |                          |                        |
| 1950                    | Ignacio Esnaola          | Francisco Expósito       | Francisco Michelena      |                        |
| 1951                    | Francisco Expósito       | Francisco Michelena      | Ángel Bruna              |                        |
| 1952                    | Julián Aguirrezabal      | Miguel Chacón            | Ponciano Arbelaiz        | Éibar                  |
| 1953                    | Cosme Barrutia           |                          | José Michelena           | Éibar                  |
| 1954                    | José Michelena           | Antón Barrutia           | Miguel Chacón            | Éibar                  |
| 1955                    | Antón Barrutia           | Facundo Zabaleta         | Félix Malaxechevarria    | Éibar                  |
| 1956                    | José Michelena           | Felipe "Katania" Alberdi | José Luis Talamillo      | Éibar                  |
| 1957                    | José Michelena           | Facundo Zabaleta         | Felipe "Katania" Alberdi |                        |
| 1958                    | José Luis Talamillo      | José Michelena           |                          |                        |
| 1959                    | José Luis Talamillo      | Antón Barrutia           | Miguel Urquizar          |                        |
| 1960                    | José Luis Talamillo      | Miguel Urquizar          | Miguel Chacón            |                        |
| 1961                    | Antón Barrutia           | José Luis Talamillo      | Alfredo Irusta           |                        |
| 1962                    | José Luis Talamillo      |                          |                          |                        |
| 1963                    | José Luis Talamillo      | Santos Ruiz Bermúdez     |                          |                        |
| 1964                    | Amelio Mendíjur          | José Luis Talamillo      |                          | Beasain                |
| 1965                    | José Luis Talamillo      | Amelio Mendíjur          |                          | Vera de Bidasoa        |
| 1966                    | Alfredo Irusta           | Manuel Nava              | Antón Barrutia           | Beasain                |
| 1967                    | José Martínez            | Santos Ruiz              | Alfredo Irusta           |                        |
| 1968                    | José Martínez            | Alfredo Irusta           | José Martínez Esterlich  |                        |
| 1969                    | Alfredo Irusta           | Félix Iturriaga          | José María González      |                        |
| 1970                    | José María González      | Alfredo Irusta           | José Florencio           |                        |
| 1971                    | Alfredo Irusta           | Pedro Rodríguez Sanjurjo |                          |                        |
| 1972                    | José María Basualdo      | José María González      | Juan Gorostidi           |                        |
| 1973                    | José María Basualdo      | José María González      | Juan Gorostidi           | Manresa                |
| 1974                    | Juan Gorostidi           | José María González      | Ventura Díaz             |                        |
| 1975                    | Juan Gorostidi           | José A. Martínez Albeniz | José María González      |                        |
| 1976                    | José María Basualdo      | José A. Martínez Albeniz | Juan Gorostidi           |                        |
| 1977                    | José A. Martínez Albeniz | Juan Gorostidi           | Iñaki Mayora             |                        |
| 1978                    | Juan Gorostidi           |                          |                          |                        |
| 1979                    | José María Yurrebaso     | Rafael González Tercero  | Juan Gorostidi           |                        |
| 1980                    | Iñaki Mayora             | Francisco Sala           | Jésus López Soriano      |                        |
| 1981                    | Iñaki Mayora             | Benito Durán             | Juan Gorostidi           |                        |
| 1982                    | Francisco Sala           | José María Yurrebaso     | Iñaki Mayora             | Manresa                |
| 1983                    | Iñaki Mayora             | José Ramón Izagirre      | José María Yurrebaso     |                        |
| 1984                    | Iñaki Mayora             | José María Yurrebaso     | Iñaki Vijandi            |                        |
| 1985                    | Francisco Sala           | José María Yurrebaso     | Iñaki Mayora             |                        |
| 1986                    | Iñaki Vijandi            | José María Yurrebaso     | Iñaki Mayora             |                        |
| 1987                    | Francisco Sala           | Jon "Tati" Egiarte       | Iñaki Vijandi            | La Tenderina (Oviedo)  |
| 1988                    | Francisco Sala           | Iñaki Vijandi            | José María Yurrebaso     |                        |
| 1989                    | José María Yurrebaso     | Francisco Sala           | Jon "Tati" Egiarte       | Manresa                |
| 1990                    | José María Yurrebaso     | Francisco Sala           | Federico Etxabe          |                        |
| 1991                    | José Ramón Izagirre      |                          | Federico Etxabe          |                        |
| 1992                    | José Ramón Izagirre      | Jokin Mujika             | Benito Durán             |                        |
| 1993                    | Jokin Mujika             | José Ramón Izagirre      | Gonzalo Aguiar           |                        |
| 1994                    | Jokin Mujika             | Iñigo Igartua            | Francisco Pla García     |                        |
| 1995                    | Francisco Pla García     | Abel Maceira             | Iñigo Igartua            |                        |
| 1996                    | Jokin Mujika             | David Seco               | Mikel Insausti           | Telleriarte            |
| 1997                    | Abel Maceira             | David Seco               | Iñaki Cendrero           | Ispáster               |
| 1998                    | Francisco Pla García     | Iñaki Cendrero           | David Seco               | Los Corrales de Buelna |
| 1999                    | Francisco Pla García     | David Seco               | Abel Maceira             | Porriño                |
| 2000                    | David Seco               | Francisco Mena           | Francisco Pla García     | Columbres              |
| 2001                    | David Seco               | José Manuel Osuna        | Iñaki Cendrero           | Noja                   |
| 2002                    | David Seco               | Juan Carlos Garro        | Israel Nuñez             | Durana                 |
| 2003                    | David Seco               | Juan Carlos Garro        | Gaizka Lejarreta         | Sotrondio              |
| 2004                    | David Seco               | Fernando Fernández       | Haitz Ortiz              | Valladolid             |
| 2005                    | Unai Yus                 | David Seco               | Isaac Suárez             | Busturia               |
| 2006                    | David Seco               | Óscar Vázquez            | Isaac Suárez             | Ribadumia              |
| 2007                    | José Antonio Hermida     | Isaac Suárez             | Óscar Vázquez            | Alcobendas             |
| 2008                    | José Antonio Hermida     | Isaac Suárez             | Javier Ruiz de Larrinaga | Villarcayo             |
| 2009                    | Javier Ruiz de Larrinaga | Isaac Suárez             | Constantino Zaballa      | Valladolid             |
| 2010                    | Javier Ruiz de Larrinaga | José Antonio Hermida     | Egoitz Murgoitio         | Laredo                 |
| 2011                    | Javier Ruiz de Larrinaga | José Antonio Hermida     | Isaac Suárez             | Zamora                 |
| 2012                    | Isaac Suárez             | Egoitz Murgoitio         | Sergio Mantecón          | Gandía                 |
| 2013                    | Aitor Hernández          | Egoitz Murgoitio         | Javier Ruiz de Larrinaga | Navia                  |
| 2014                    | Javier Ruiz de Larrinaga | Aitor Hernández          | Aketza Peña              | Segorbe                |
| 2015                    | Aitor Hernández          | Javier Ruiz de Larrinaga | José Antonio Hermida     | Gijón                  |
| 2016                    | Javier Ruiz de Larrinaga | Kevin Suárez             | Ismael Esteban           | Torrelavega            |
| 2017                    | Ismael Esteban           | Kevin Suárez             | Javier Ruiz de Larrinaga | Valencia               |
| 2018                    | Ismael Esteban           | Felipe Orts              | Aitor Hernández          | Legazpi                |
| 2019                    | Felipe Orts              | Ismael Esteban           | Javier Ruiz de Larrinaga | Pontevedra             |
| 2020                    | Felipe Orts              | Kevin Suárez             | Gorka Izagirre           | Pontevedra             |
| 2021                    | Felipe Orts              | Kevin Suárez             | Ismael Esteban           | Torrelavega            |

### Sub-23
| Ano  | Vencedor           | Segundo            | Terceiro         |
| ---- | ------------------ | ------------------ | ---------------- |
| 1996 | Mikel Artetxe      | Haimar Zubeldia    | Igor Beristain   |
| 1997 | Mikel Artetxe      | Ramón Iglesias     | Óscar Pereiro    |
| 1998 | Óscar Pereiro      | Manuel Armada      | Arkaitz Ordorika |
| 1999 | Óscar Pereiro      | Zugaitz Ayuso      | Joseba León      |
| 2000 | Juan Bello         | Iván Martínez      | David Salas      |
| 2001 | Isaac Suárez       | Iván Martínez      | David Salas      |
| 2002 | Sem Mújica         | Narciso Piñeiro    | Aitor Hernández  |
| 2003 | Egoitz Murgoitio   | Haitz Ortiz        | Julen Zubero     |
| 2004 | Ismael Esteban     | Egoitz Murgoitio   | Óscar Vázquez    |
| 2005 | Ismael Esteban     | Néstor Rodríguez   | Rubén Ruzafa     |
| 2006 | Rubén Ruzafa       | Asier Corchero     | Mauro González   |
| 2007 | David Lozano       | Ander Gómez        | Mauro González   |
| 2008 | David Lozano       | Eduard Recassens   | Gorka Izagirre   |
| 2009 | David Lozano       | Daniel Ania        | Mauro González   |
| 2010 | David Lozano       | Iñigo Gómez        | Daniel Ruiz      |
| 2011 | Jon Ander Insausti | Daniel Ruiz        | Óscar Bonete     |
| 2012 | Marcos Altur       | Iñigo Gómez        | Ion Gómez        |
| 2013 | Jonathan Lastra    | Kevin Suárez       | Iñigo Gómez      |
| 2014 | Jonathan Lastra    | Jon Ander Insausti | Álex Aranburu    |
| 2015 | Kevin Suárez       | Felipe Orts        | Raúl Fernández   |
| 2016 | Felipe Orts        | Adrián Garcia      | Mario Junquera   |
| 2017 | Felipe Orts        | Samuel González    | Jokin Alberdi    |
| 2018 | Jofre Cullell      | Mario Junquera     | Xabier Murias    |
| 2019 | Iván Feijoo        | Jofre Cullell      | Xabier Murias    |
| 2020 | Iván Feijoo        | Gonzalo Inguanzo   | Xabier Murias    |
| 2021 | Iván Feijoo        | Jofre Cullell      | Xabier Murias    |

### Júnior
| Ano  | Vencedor              | Segundo            | Terceiro              |
| ---- | --------------------- | ------------------ | --------------------- |
| 1973 | Julián Franch         |                    |                       |
| 1974 | Juan Nicieza          |                    |                       |
| 1975 | Mariano Altube        |                    |                       |
| 1976 | José Recio            |                    |                       |
| 1977 | Ricardo Galdós        |                    |                       |
| 1978 | Federico Etxabe       |                    |                       |
| 1979 | Iñaki Vijandi         |                    |                       |
| 1980 | Jokin Mujika          |                    |                       |
| 1981 | Andoni Garai          |                    |                       |
| 1982 | Andoni Balboa         |                    |                       |
| 1983 | Fernando Pérez        |                    |                       |
| 1984 | Oscar Etxebarria      |                    |                       |
| 1985 | Alfredo Irusta        |                    |                       |
| 1986 | Alfredo Irusta        |                    |                       |
| 1987 | Alfredo Irusta        |                    |                       |
| 1988 | Aitor Odriozola       |                    |                       |
| 1989 | Álvaro Fernández      |                    |                       |
| 1990 | Álvaro Fernández      |                    |                       |
| 1991 | Mikel Insausti        |                    |                       |
| 1992 | Abel Maceira          |                    |                       |
| 1993 | Igor Astarloa         | Roberto Ramírez    | Aitor Díaz            |
| 1994 | Igor Astarloa         | Roberto Ramírez    | Iban Mayo             |
| 1995 | Iban Mayo             | Mikel Artetxe      | Haimar Zubeldia       |
| 1996 | Gaizka Lejarreta      | Juan Bello         | Julen Fernández       |
| 1997 | Aitor Galdós          | Zugaitz Ayuso      | Andoni Aranaga        |
| 1998 | Raúl Salas            | Haitz Ortiz        | Aitor Núñez           |
| 1999 | Pablo San José        | Narciso Piñeiro    | Haitz Ortiz           |
| 2000 | Koldobika Aguirre     | José Antonio Díez  | Julen Zubero          |
| 2001 | Koldobika Aguirre     | Andrés Estévez     | Ismael Esteban        |
| 2002 | Eladio Sánchez        | Onaitz Munduate    | Xabier Goenaga        |
| 2003 | Néstor Rodríguez      | Delio Fernández    | Gorka Ruiz de Gordoa  |
| 2004 | Miguel Vallés         | Hugo Martínez      | Jokin Irazola         |
| 2005 | Erlantz Uriarte       | Víctor Rodríguez   | Ander Gómez           |
| 2006 | David Lozano Riba     | Adrián Rodríguez   | Ion Izagirre          |
| 2007 | Jon Ander Manjón      | Hermes González    | Fernando San Emeterio |
| 2008 | Fernando San Emeterio | Josep Nadal        | Íñigo Gómez           |
| 2009 | Josep Nadal           | Íñigo Gómez        | Ismael Félix Barba    |
| 2010 | Jon Ander Insausti    | Peio Goikoetxea    | Paulo González        |
| 2011 | Pablo Rodríguez Guede | Jonathan Lastra    | Marcos Altur          |
| 2012 | Kevin Suárez          | José Manuel Ribera | Jaime Campo           |
| 2013 | Felipe Orts           | Alex Aranburu      | Diego Sevilla         |
| 2014 | Raúl Fernández        | Vicent Martínez    | Josep Llinares        |
| 2015 | Jokin Alberdi         | Jon Gil            | Richard Brun          |
| 2016 | Jokin Alberdi         | Iván Feijoo        | Jofre Cullell         |
| 2017 | Iván Feijoo           | Jofre Cullell      | Xabier Murias         |
| 2018 | Carlos Canal          | Gonzalo Inguanzo   | Adrián Barros         |
| 2019 | Carlos Canal          | Gonzalo Inguanzo   | Ibai Ruiz de Arcaute  |
| 2020 | Igor Arrieta          | Aitzol Sasieta     | Alain Suárez          |

## Palmarés Feminino

### Elite Feminino
| Ano  | Vencedora           | Segunda                  | Terceira            |
| ---- | ------------------- | ------------------------ | ------------------- |
| 1999 | Maria Carmen Armada | Maria Fernanda Espineira | Maria Jesus Barrios |
| 2000 | Rocío Gamonal       | Lidia Fuentes            | Maria Jesus Barrios |
| 2001 | Maria Carmen Armada | Maria Fernanda Espineira | Lidia Fuentes       |
| 2002 | Aida Nuño           | Rocío Gamonal            | Nekane Lasa         |
| 2003 | Aida Nuño           | Nekane Lasa              | Rocío Gamonal       |
| 2004 | Nekane Lasa         | Rocío Gamonal            | Ruth Moll           |
| 2005 | Rosa Bravo          | Rocío Gamonal            | Ruth Moll           |
| 2006 | Rosa Bravo          | Rocío Gamonal            | Ruth Moll           |
| 2007 | Rocío Gamonal       | Rosa Bravo               | Ruth Moll           |
| 2008 | Ruth Moll           | Rocío Gamonal            | Ione Mujika         |
| 2009 | Rocío Gamonal       | Margarita Fullana        | Rosa Bravo          |
| 2010 | Rocío Gamonal       | Rocio Martín             | Rosa Bravo          |
| 2011 | Aida Nuño           | Lucía González           | Mercedes Pacios     |
| 2012 | Rocio Martín        | Isabel Castro            | Lucía González      |
| 2013 | Lucía González      | Aida Nuño                | Olatz Odriozola     |
| 2014 | Aida Nuño           | Rocio Martín             | Rocío Gamonal       |
| 2015 | Rocío Gamonal       | Lucía González           | Aida Nuño           |
| 2016 | Aida Nuño           | Lucía González           | Alicia González     |
| 2017 | Alicia González     | Aida Nuño                | Lucía González      |
| 2018 | Aida Nuño           | Lucía González           | Olatz Odriozola     |
| 2019 | Aida Nuño           | Lucía González           | Luisa Ibarrola      |
| 2020 | Lucía González      | Aida Nuño                | Paula Díaz          |
| 2021 | Lucía González      | Aida Nuño                | Sara Cueto          |

### Sub-23 Feminino
| Ano  | Vencedora       | Segunda          | Terceira        |
| ---- | --------------- | ---------------- | --------------- |
| 2009 | Lucía González  | María José Gómez | Amaia Martioda  |
| 2010 | Lucía González  | María José Gómez | Amaia Martioda  |
| 2011 | Lucía González  | María José Gómez | Sandra Trevilla |
| 2012 | Lucía González  | Maite Murguía    | Sandra Trevilla |
| 2013 | Elena Lloret    | Maite Murguía    | Sandra Trevilla |
| 2014 | Alicia González | Elena Lloret     | Lierni Lekuona  |
| 2015 | Alba Teruel     | Lierni Lekuona   | Eider Merino    |
| 2016 | Alicia González | Alba Teruel      | Eider Merino    |
| 2017 | Alicia González | Alba Teruel      | Paula Díaz      |
| 2018 | Luisa Ibarrola  | Irene Trabazo    | Magdalena Durán |
| 2019 | Luisa Ibarrola  | Paula Suárez     | Sofía Rodríguez |
| 2020 | Sofía Rodríguez | Irene Trabazo    | Paula Suárez    |
| 2021 | Sara Bonillo    | Sofía Rodríguez  | María Parajón   |

### Júnior Feminino
| Ano                               | Vencedora             | Segunda          | Terceira               |
| --------------------------------- | --------------------- | ---------------- | ---------------------- |
| 2000                              | Aida Nuño             | Lucía Vázquez    | Maitane Telletxea      |
| 2001                              | Aida Nuño             | Naiara Telletxea | Mónica Gutiérrez       |
| 2002                              | Lucía Vázquez         | Naiara Telletxea | Mónica Gutiérrez       |
| 2003                              | Lucía Vázquez         | Sara Ortiz       | Cristina San Emeterio  |
| 2004-2005. No hubo título oficial |                       |                  |                        |
| 2006                              | María José Gómez      | Adriana García   | Alba Uclés             |
| 2007                              | Lucía González        | María José Gómez | Alba Díaz              |
| 2008                              | Lucía González        | Ana Usabiaga     | Rocío Loureda          |
| 2009                              | Sandra Trevilla       | Tania Calvo      | Rocío Loureda          |
| 2010                              | Tania Calvo           | Sandra Trevilla  | Laura Vilanova         |
| 2011                              | Elena Lloret          | Eider Merino     | Sara Cueto             |
| 2012                              | Elena Lloret          | Alicia González  | Eider Merino           |
| 2013                              | Alicia González       | Lierni Lekuona   | Alba Teruel            |
| 2014                              | Paula Díaz            | Coral Casado     | Desirée Duarte         |
| 2015                              | Rocío del Alba García | Desirée Duarte   | Irene Trabazo          |
| 2016                              | Magdalena Durán       | Irene Trabazo    | Sofía Rodríguez        |
| 2017                              | Sofía Rodríguez       | Luisa Ibarrola   | Saioa Gil              |
| 2018                              | Luisa Ibarrola        | Amaia Lartitegi  | Nahia Erana            |
| 2019                              | Lucía Gómez Andreu    | Maria Parajón    | Carla Fernández Torres |
| 2020                              | Lucía Gómez Andreu    | Ainara Albert    | Lydia Pinto            |

## Estatísticas

### Mais vitórias
| Ciclista                 | Vitórias | Anos                                |
| ------------------------ | -------- | ----------------------------------- |
| José Luis Talamillo      | 6        | 1958, 1959, 1960, 1962, 1963 e 1965 |
| David Seco               | 6        | 2000, 2001, 2002, 2003, 2004 e 2006 |
| Javier Ruiz de Larrinaga | 5        | 2009, 2010, 2011, 2014, 2016        |
| Miguel Lizarazu          | 4        | 1943, 1945, 1946 e 1948             |
| Iñaki Mayora             | 4        | 1980, 1981, 1983 e 1984             |
| Francisco Salga          | 4        | 1982, 1985, 1987 e 1988             |
| José Michelena           | 3        | 1954, 1956 e 1957                   |
| Alfredo Irusta           | 3        | 1966, 1969 e 1971                   |
| José María Basualdo      | 3        | 1972, 1973 e 1976                   |
| Juan Gorostidi           | 3        | 1974, 1975 e 1978                   |
| José María Yurrebaso     | 3        | 1979, 1989 e 1990                   |
| Jokin Mujika             | 3        | 1993, 1994 e 1996                   |
| Francisco Pla            | 3        | 1995, 1998 e 1999                   |
| Felipe Orts              | 3        | 2019, 2020 e 2021                   |
| Julián Berrendero        | 2        | 1942 e 1944                         |
| Antón Barrutia           | 2        | 1955 e 1961                         |
| José Martínez            | 2        | 1967 e 1968                         |
| José Ramón Izagirre      | 2        | 1991 e 1992                         |
| José Antonio Hermida     | 2        | 2007 e 2008                         |
| Aitor Hernández          | 2        | 2013 e 2015                         |
| Ismael Esteban           | 2        | 2017 e 2018                         |

| Ciclista            | Vitórias | Anos                                      |
| ------------------- | -------- | ----------------------------------------- |
| Aida Nuño           | 7        | 2002, 2003, 2011, 2014, 2016, 2018 e 2019 |
| Rocío Gamonal       | 5        | 2000, 2007, 2009, 2010 e 2015             |
| Luzia González      | 3        | 2013, 2020 e 2021                         |
| María Carmen Armada | 2        | 1999 e 2001                               |
| Rosa Bravo          | 2        | 2005 e 2006                               |